# Бузаево (Мордовия)
Бузаево (эрз. Бозаев) — село в Большеберезниковском районе Мордовии. Входит в состав Паракинского сельского поселения.

## История
В «Списке населённых мест Симбирской губернии за 1863» Бузаево удельная деревня из 102 дворов в Ардатовском уезде.

## Население
| 2002 | 2010 |
| ---- | ---- |
| 252  | ↘198 |

Национальный состав
Согласно результатам Всероссийской переписи населения 2002 года, в национальной структуре населения мордва-эрзя составляли 95 %.